# Якубович, Владимир Андреевич
Влади́мир Андре́евич Якубо́вич (21 октября 1926, Новосибирск, РСФСР — 17 августа 2012, Гдовский район, Псковская область, Россия) — советский и российский математик. Заведующий кафедрой теоретической кибернетики Архивная копия от 21 ноября 2018 на Wayback Machine математико-механического факультета Санкт-Петербургского государственного университета, член-корреспондент РАН (1991), доктор физико-математических наук (1959), профессор.

## Биография
Окончил механико-математический факультет МГУ (1949), однокурсниками были А. М. Васильев, Л. И. Камынин, Б. М. Малышев, Е. Б. Пасько, В. С. Рябенький, Г. Г. Чёрный. После окончания МГУ не был рекомендован в аспирантуру по политическим причинам, три года по распределению проработал инженером в ленинградском НИИ судостроительной промышленности.
- 1953 г. защитил кандидатскую диссертацию, в которой усилил результаты А. М. Ляпунова и Н. Е. Жуковского по критериям устойчивости решений уравнения Хилла. В Горном институте начал педагогическую деятельность.
- 1956 г. перешёл на математико-механический факультет Ленинградского университета,
- 1959 г. им была защищена докторская диссертация по устойчивости решений линейных гамильтоновых систем с периодическими коэффициентами. Он возглавил группу сотрудников, которая вскоре была преобразована в лабораторию теории автоматического регулирования, впоследствии переименованную в лабораторию теоретической кибернетики,
- 1970 г. — назначен заведующим кафедрой теоретической кибернетики механико-математического факультета ЛГУ (СПбГУ).

Являлся членом редколлегий «Сибирского математического журнала» и международных журналов «Systems and Control Letters» и «Dynamics and Control», организатором шести ленинградских симпозиумов по теории адаптивных систем.
По сообщению семьи, последние пять лет жизни тяжело болел, но продолжал работать. Умер на даче.

## Научная деятельность
Внёс фундаментальный вклад в создание современной теории управления. В частности, лемма Якубовича-Кальмана, устанавливающая связь между частотными методами в теории управления и методами функций Ляпунова и применяемая в разных областях, таких как устойчивость, адаптация, оптимальное управление, странные аттракторы. Использование этой леммы позволило получить разнообразные частотные критерии абсолютной устойчивости, которые придали «второе дыхание» методу функций Ляпунова.
Им также был развит метод, названный им методом матричных неравенств, который позволяет найти частотные критерии для целого ряда разнообразных свойств нелинейных систем: устойчивости в целом и неустойчивости в целом, существования устойчивых в целом периодических и почти периодических режимов, автоколебательности. Он также выдвинул абстрактную теорию абсолютной устойчивости, обобщающую известные результаты и позволяющая распространить их на новые типы уравнений (интегральные уравнения, уравнения с запаздывающим аргументом, уравнения в гильбертовом пространстве и пр.)
Построил вариант абстрактной теории оптимального управления, который позволяет получать необходимые (а в ряде случаев и достаточные) условия оптимальности типа «принципа максимума» Понтрягина для разных классов уравнений. В исследованиях последних лет В. А. Якубовичем найден новый подход к проблеме невыпуклой глобальной оптимизации. В теории адаптивных систем управления и обработки информации ему принадлежит получивший большую популярность метод рекуррентных конечно-сходящихся алгоритмов решения целевых неравенств, с помощью которого решен широкий круг задач. Он является родоначальником Ленинградской (Санкт-Петербургской) школы по теории адаптивных систем.
В 1996 году научный коллектив под руководством В.А. Якубовича получил статус Ведущей научной школы РФ, в 2008 году Г.А. Леонов и В.А. Якубович стали соруководителями Ведущей научной школы РФ.

## Награды
- Орден Почёта (2005)
- Заслуженный деятель науки Российской Федерации (1998)
- Премия Санкт-Петербургского университета (1996) — за цикл работ по оптимальному управлению
- Международная премия американского Института инженеров по электротехнике и радиоэлектронике (IEEE) (1996) — за оригинальные и фундаментальные достижения в теории устойчивости и оптимального управления
- Международная премия им. Н. Винера (1993) — за вклад в кибернетику
- Премия Ленинградского университета (1986) — за педагогическое мастерство
- Почётный профессор СПбГУ